# Mačija
Mačija (町屋/町家) so tradicionalne lesene mestne hiše, ki jih najdemo po vsej Japonski in so značilne za zgodovinsko prestolnico Kjoto. Mačija (mestne hiše) in nōka (kmečka bivališča) sestavljata dve kategoriji japonske ljudske arhitekture, znane kot  minka (ljudska bivališča).
Mačija je nastala že v obdobju Heian in se nadaljevala z razvojem do obdobja Edo in celo do obdobja Meidži. V mačiji so bili mestni trgovci in obrtniki, razred, ki se skupaj imenuje čōnin (meščani).
Beseda "mačija" je napisana z uporabo dveh kandžijev: mači (町), ki pomeni »mesto« in ja (家/屋), ki pomeni »hiša« (家) ali »trgovina« (屋), odvisno od uporabljenega kandžija da jo opiše.

## Kjōmačija
Mačija v Kjotu, včasih imenovana kjōmačija (京町家/京町屋), je stoletja oblikovala značilno arhitekturo središča Kjota in je predstavljala standardno obliko mačija po vsej državi.
Tipična kjotska mačija je dolga lesena hiša z ozkim uličnim pročeljem, ki se razteza globoko v mestni blok in pogosto vsebuje enega ali več majhnih dvoriščnih vrtov, znanih kot cuboniva. Mačija vključuje zemeljske zidove in strehe iz pečenih ploščic in so običajno visoke eno, eno in pol ali dve nadstropji, občasno se raztezajo do treh nadstropij. Sprednji del stavbe je tradicionalno služil kot maloprodajni ali trgovinski prostor, znan kot mise no ma (店の間) (dobesedno, »prostor za trgovino«), običajno z drsnimi ali zložljivimi polkni, ki so se lahko odprla za razstavljanje blaga in izdelkov.
Za prostorom trgovine bi bil preostali del glavne stavbe razdeljen na kjošicu-bu (居室部) (dobesedno »dnevna soba«), sestavljen iz ločenih prostorov z dvignjenimi lesenimi tlemi in oblogami iz tatamija. Mačija bi imela tudi doma (土間) ali tōriniva (通り庭), servisni prostor z zemeljskimi tlemi, ki je vseboval kuhinjo, služil pa je tudi kot prehod do zadnjega dela parcele, kjer so bila skladišča, znana kot kura (倉/蔵).
Hibukuro (火袋) nad kuhinjo bi služil kot dimnik, ki bi odvajal dim in toploto, služil pa bi tudi kot strešno okno, ki prinaša svetlobo v kuhinjo. Širina parcele je bila tradicionalno pokazatelj bogastva in tipične parcele mačije so bile le 5,4 metra do 6 metrov široke, ter 20 metrov globoke, kar je vodilo do vzdevka unagi no nedoko ali »jeguljske postelje«.
Največja bivalna soba v mačiji, ki je v zadnjem delu glavne stavbe in gleda na vrt, ki je ločeval glavno hišo od skladišča, je bila znana kot zašiki (座敷) in je služila kot sprejemna soba za posebne goste oz. stranke. Drsna vrata, ki so sestavljala stene, kot v večini tradicionalnih japonskih zgradb, so zagotavljala veliko stopnjo vsestranskosti; vrata se lahko odpirajo in zapirajo ali popolnoma odstranijo, da se spremeni število, velikost in oblika prostorov, da ustrezajo trenutnim potrebam. Običajno pa je preostali del stavbe lahko urejen tako, da ustvari manjše prostore, vključno z vhodno vežo ali preddverjem (genkan [玄関]), bucuma (仏間),, naka no ma (中の間) in oku no ma (奥の間), kar pomeni preprosto »osrednja soba«.
Ena od priložnosti, ko so bile sobe bistveno spremenjene, je bil med Gion Macuri, ko so družine razstavljale svoje družinske zaklade, vključno s slikami bjōbu (zložljivi zaslon) in drugimi umetniškimi deli in dediščino v mačiji. Mačija je zagotovila tudi prostor za kostume, okraske, prenosna svetišča (omikoši [御神輿]), plovce in druge stvari, potrebne za festival, ter gostila gledalce vzdolž festivalske procesijske poti.
Zasnova mačije je bila prav tako primerna za podnebje Kjota; z mrzlimi zimami in pogosto izredno vročimi, vlažnimi poletji je mogoče dodati ali odstraniti več plasti drsnih vrat (fusuma in šodži), da bi zmerno zmanjšali temperaturo v notranjosti; če bi pozimi zaprli vse zaslone, bi nudili nekaj zaščite pred mrazom, medtem ko bi jih poleti odprli, bi ponudili nekaj predaha pred vročino in vlago.
Domovi so tradicionalno uporabljali tudi različne vrste zaslonov, ki so se spreminjali z letnimi časi; tkani bambusovi zasloni, ki so jih uporabljali poleti, so omogočali pretok zraka, vendar so pomagali blokirati sonce. Dvorišča na odprtem vrtu so prav tako pomagala pri kroženju zraka in prinesla svetlobo v hišo. 

### Elementi oblikovanja
Na sprednji strani mačije so lesene rešetke ali kōši (格子), katerih slogi so nekoč kazali na vrsto trgovine, ki jo je imela hiša. Trgovine s svilo ali nitmi, prodajalci riža, okija (hiše gejš) in trgovine z alkoholnimi pijačami so med drugim imele vsaka svoj značilen slog mreže. Vrste ali slogi rešetk so še danes znani po imenih, ki jih uporabljajo tipi trgovin, kot je itoja-gōši (糸屋格子) (dob. »mreža trgovine z nitmi«) ali komeja-gōši (米屋格子) (dob. »rešetke trgovine z rižem«). Te rešetke včasih štrlijo iz sprednje strani stavbe, v tem primeru so znane kot degōši (出格子). Običajno nepobarvane, koši hanamači (skupnosti gejš in oiran) so bile v Bengari pogosto poslikane (紅殻), cinober ali rdeče oker barve.
Fasada drugega nadstropja mačije na splošno ni narejena iz lesa, ampak iz zemlje, z značilnim slogom okna, znanega kot mušiko mado (虫籠窓) (dobesedno »okno s kletko za žuželke«).
Glavni vhod v mačijo je sestavljen iz dvoje vrat. O-do (大戸) (dobesedno »velika vrata«) so se na splošno uporabljala le za transport blaga ali velikih predmetov v stavbo, medtem ko so bila manjša kugurido (潜り戸) ali »stranska vrata« za običajna, za vsakodnevno uporabo, tj. za vstop in izstop ljudi.
Mačija pogosto vsebuje majhne dvoriščne vrtove.

### Skupnosti
Mačija skupnosti lahko primerjamo s hutongi v Pekingu. Majhne soseske, sestavljene iz tesno združenih domov, organiziranih na obeh straneh ozke ulice, včasih z majhnimi uličicami (rodži [路地]) med domovi, pomagajo ustvariti močan občutek skupnosti. Poleg tega so bila mnoga področja tradicionalno opredeljena z eno samo obrtjo ali izdelkom. Soseska Nišidžin je na primer znana po tekstilu; delitev obrti je močno prispevala k občutku skupnosti med kolegi trgovci s tekstilom na tem območju.

### Uničenje
Mačija so kljub statusu del japonske kulturne dediščine v zadnjih desetletjih doživele hiter upad števila, pri čemer so jih mnoge porušili, da bi zagotovili prostor za nove stavbe. Obstaja veliko razlogov za ta upad; za mačijo velja, da jih je težko in drago vzdrževati, izpostavljene so večjemu tveganju škode zaradi požarov ali potresov kot sodobne stavbe, nekateri pa jih imajo za staromodne in zastarele. V raziskavi, izvedeni leta 2003, je več kot 50 % prebivalcev mačije ugotovilo, da jo je finančno težko vzdrževati.
Med letoma 1993 in 2003 je bilo porušenih več kot 13 % mačij v Kjotu. Približno štirideset odstotkov porušenih je bilo nadomeščenih z novimi modernimi hišami, nadaljnjih 40 % pa z visokimi stanovanjskimi stavbami, parkirišči ali sodobnimi komercialnimi trgovinami. Od preostalih jih je več kot 80 % utrpelo znatne izgube njihovega tradicionalnega videza. Približno 20 % kjotskih mačij je bilo spremenjenih v procesu, imenovanem kanban kenčiku (看板建築) (dobesedno »arhitektura napisov«), pri čemer so ohranili osnovno obliko, vendar so bile njihove fasade v celoti prekrite s cementom, ki nadomešča lesene rešetke v prvem nadstropju in okna mušikomado ter zemeljske stene v drugem nadstropju. Mnogi od teh kanban kenčiku mačij so izgubili tudi svoje strešne ploščice in so postale bolj škatlaste oblike; mnogi so dobile nameščene tudi aluminijasta ali železna polkna, kot jih običajno vidimo v majhnih mestnih trgovinah po vsem svetu. 
Kot odgovor na upad števila mačij pa so se v Kjotu oblikovale nekatere skupine z izrecnim namenom obnoviti in jih zaščititi. Ena takih ustanov, Mačija Mačizukuri Fund, je bila ustanovljena leta 2005 s podporo tokijskih filantropov. Skupina sodeluje s posameznimi lastniki, da bi obnovili njihove stavbe in jih označili kot »Strukture scenskega pomena« (keikan džūjō kenzōbucu [景観重要建造物]); pod to oznako so strukture zaščitene pred rušenjem brez dovoljenje župana Kjota, mestna vlada pa lastnikom mačije zagotovi donacijo za pomoč pri vzdrževanju stavbe. Mnoge od teh obnovljenih stavb vsaj delno služijo kot skupnostna središča.
Iori, podjetje, ki ga je ustanovil zbiralec umetnin, avtor in zagovornik tradicionalne kulture Alex Kerr leta 2004, da bi rešil stare mačije, ima v lasti številne, ki jih je obnovil, jih vzdržuje in daje v najem popotnikom. Glavna pisarna podjetja hrani tradicionalni umetniški prostor, vključno z odrom Noh v polni velikosti.

## Primeri
V Kjotu je ostalo veliko mačij. Mnoge so zasebne rezidence, medtem ko drugi delujejo kot podjetja, zlasti kavarne, nekaj pa je muzejev. Največja v Kjotu je Sumija v Šimabara, tradicionalni jūkaku (遊廓/遊郭) (dobesedno, »četrt užitka«).